# 16 and Pregnant
16 and Pregnant is een Amerikaans realityprogramma dat door MTV wordt uitgezonden. Gedurende het programma worden jonge vrouwen gevolgd die als tiener zwanger zijn geraakt. De meisjes worden gevolgd van de 20e tot de 36e week van de zwangerschap tot ongeveer 3 maanden na de bevalling. Voor de aftiteling staat ook altijd de waarschuwing dat tienerzwangerschap altijd te voorkomen is. De show kreeg later een vervolg in vier spin-offs: Teen Mom (ook wel bekend als Teen Mom OG), Teen Mom 2, Teen Mom 3 en Teen Mom: Young and Pregnant. Tevens is er een Britse spin-off van het programma, Teen Mom UK.